# Nastja Čeh
Nastja Čeh (sinh ngày 26 tháng 1 năm 1978 tại Ptuj) là một cựu cầu thủ bóng đá người Slovenia đã từng chơi ở vị trí tiền vệ.

## Sự nghiệp bóng đá
Tháng 4, 2012 anh ký hợp đồng với PSMS Medan tại giải Indonesia Super League và lấy số áo 33. Trận đấu ra mắt của anh đã diễn ra vào ngày 9 tháng 4 năm đó khi anh vào sân thay cho Muhammad Antoni tại phút thứ 53; anh cũng phải nhận thẻ vàng đầu tiên trong chính trận này.

## Sự nghiệp quốc tế
Čeh đã 46 lần thi đấu cho đội tuyển Slovenia và ghi 6 bàn. Anh đã hai lần ra sân trong màu áo quốc gia tại giải vô địch bóng đá thế giới 2002 và cả hai lần đều ra sân từ băng ghế dự bị.

### Ghi bàn khi thi đấu quốc tế
tỉ số trận đấu và kết quả cuối cùng đều liệt kê số bàn của Slovenia trước.
| # | Ngày                | Địa điểm                         | Đối thủ              | Tỉ số | Kết quả (cuối cùng) | Giải đấu                                     |
| - | ------------------- | -------------------------------- | -------------------- | ----- | ------------------- | -------------------------------------------- |
| 1 | 6 tháng 10 năm 2001 | Sân vận động Bežigrad, Ljubljana | Quần đảo Faroe       | 1–0   | 3–0                 | vòng loại FIFA World Cup 2002                |
| 2 | 6 tháng 10 năm 2001 | Sân vận động Bežigrad, Ljubljana | Quần đảo Faroe       | 2–0   | 3–0                 | vòng loại FIFA World Cup 2002                |
| 3 | 2 tháng 4 năm 2003  | Sân vận động Bežigrad, Ljubljana | Síp                  | 4–1   | 4–1                 | vòng loại UEFA Euro 2004                     |
| 4 | 6 tháng 9 năm 2003  | Sân vận động Bežigrad, Ljubljana | Israel               | 3–1   | 3–1                 | vòng loại UEFA Euro 2004                     |
| 5 | 18 tháng 8 năm 2004 | Sân vận động Bežigrad, Ljubljana | Serbia và Montenegro | 1–1   | 1–1                 | Giao hữu quốc tế                             |
| 6 | 4 tháng 6 năm 2005  | Sân vận động Dinama, Minsk       | Belarus              | 1–0   | 1–1                 | Vòng loại Giải vô địch bóng đá thế giới 2006 |

## Điều tiếng
Cuối tháng 4 năm 2011, truyền thông Slovenia đã phát hiện ra rằng sở cảnh sát Maribor trong vòng 6 tháng trở lại đây đang điều tra một tổ chức cá độ phi pháp và 6 cá nhân liên quan, 4 trong số đó sống ở Maribor và đã bị tạm giam. Cảnh sát đã khám phá ra rằng hai kẻ đồng phạm khác vẫn chưa bị bắt và một trong số đó là Goran Šukalo (một cầu thủ Slovenia), người bị nghi là đã rót 1,9 triệu vào tổ chức này năm 2011 mà trong đó phần lớn được anh ta thu nhặt từ các cầu thủ thi đấu chuyên nghiệp khác. Šukalo đã một mực từ chối dính líu đến vụ việc này tuy nhiên, các phương tiện truyền thông và cảnh sát tiết lộ rằng các điều tra viên đã khai thác điện thoại của bốn người đang bị giam giữ và đã ghi lại một cuộc trò chuyện giữa Šukalo và kẻ cầm đầu tổ chức phi pháp Kosta Turner, khi Šukalo tiết lộ rằng một cầu thủ bóng đá, Nastja Čeh, vẫn còn nợ anh 73.000 euro và đang trốn thanh toán. Đây được cho là lý do Čeh đã cầm cố nhà cửa của anh gần Ptuj cho Kosta Turner, điều này có thể nhìn thấy qua các giấy tờ bất động sản chính thức. Tháng 1, 2012, công tố trưởng ở tòa án quận của Maribor đã đưa ra một bản cáo trạng cho 6 cá nhân cầm đầu tổ chức cá cược bất hợp pháp với bằng chứng mới chống lại họ. Tổ chức này được cho là đã nhận tổng cộng 43 triệu euro tiền cá độ, trong đó có 2,53 triệu euro do Čeh đặt cược.
Tuy vậy, trong một cuộc phỏng vấn với tờ Báo Bóng đá, Nastja Čeh đã phủ nhận việc mình có dính lứu đến tổ chức cá độ và cho rằng mọi việc đã bị thổi phồng quá mức. Anh đồng thời còn cung cấp cho phóng viên giấy chứng nhận không có tiền án tiền sự được cảnh sát Slovenia cấp để chứng minh mình vô tội.

## Thành tích

### Câu lạc bộ
Maribor
- Prva liga (2): 1999–2000, 2000–01

Club Brugge
- Giải bóng đá vô địch quốc gia Bỉ (2): 2002–03, 2004–05
- Cúp bóng đá Bỉ (3): 2001–02, 2002–03, 2003–04
- Siêu cúp bóng đá Bỉ (4): 2002, 2003, 2004, 2005

Austria Wien
- Bundesliga (1): 2005–06
- Cúp bóng đá Áo (1): 2005–06